# António Feliciano de Castilho
António Feliciano de Castilho, primeiro visconde de Castilho, (Lisboa, 28 de Janeiro de 1800 – Lisboa, 18 de Junho de 1875) foi um escritor romântico português, polemista, pedagogista e inventor do Método Castilho de leitura. Em consequência de sarampo perdeu a visão quase completamente aos 6 anos de idade. Licenciou-se em direito na Universidade de Coimbra. Viveu alguns anos em Ponta Delgada, ilha de São Miguel, Açores, onde exerceu grande influência entre a intelectualidade local. Contra ele rebelou-se Antero de Quental (entre outros jovens estudantes coimbrões) na célebre polémica do Bom-Senso e Bom-Gosto, vulgarmente chamada Questão Coimbrã, que opôs os jovens representantes do realismo e do naturalismo aos vetustos defensores do ultra-romantismo.

## Biografia

### A infância e a cegueira

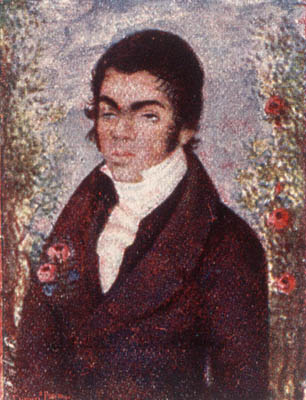
António Feliciano de Castilho aos 26 anos (1826).

Filho do Dr. José Feliciano de Castilho Barreto (1769–1826), médico da Real Câmara e lente de prima da Universidade de Coimbra, que depois emigraria para o Brasil, apenas regressando com D. João VI e de D. Domicília Máxima Doroteia e Silva Castilho.
Foi uma criança com dificuldades de saúde, incluindo sérios sintomas de tísica, as quais culminaram aos seis anos de idade com um ataque de sarampo que o deixou cego. Apesar de nessa altura já saber ler e escrever, a cegueira impediu-o durante toda a vida de escrever e ler, tendo de estudar ouvindo a leitura de textos e sendo obrigado a ditar toda a sua obra literária.
Aprendendo somente pelo que ouvia ou lhe diziam, Castilho conseguiu alcançar razoável erudição no latim e nas humanidades clássicas, o conhecimento superficial de algumas línguas e o conhecimento aprofundado da língua portuguesa, que lhe permitiu distinguir-se como poeta e prosador.

### A Universidade de Coimbra e as primeiras obras

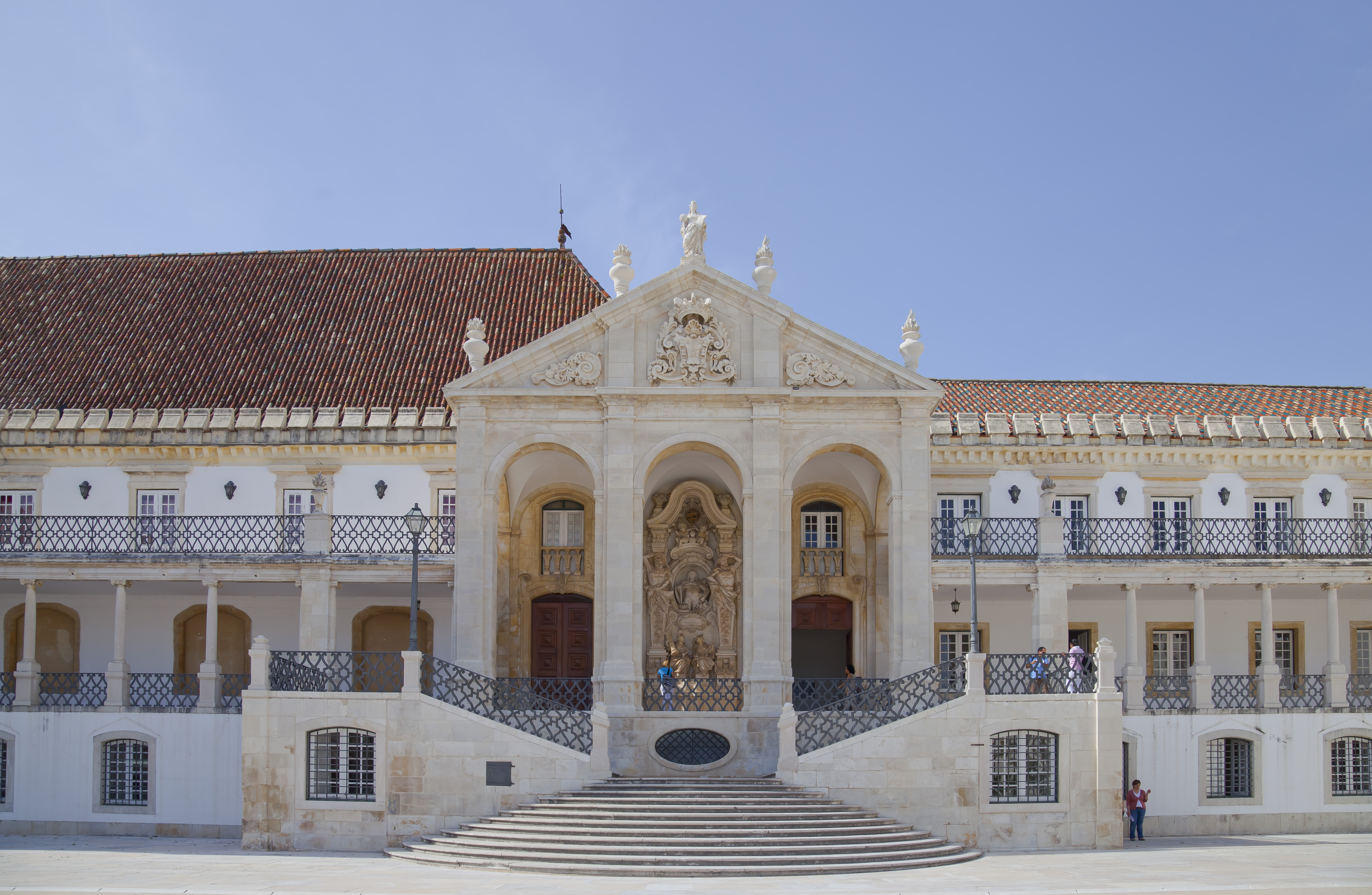
Aspecto da escadaria da Reitoria da Universidade de Coimbra, em cuja faculdade de Cânones Castilho formou-se. A universidade daria mais tarde nome à Questão coimbrã.

Acompanhado por seu irmão Augusto Frederico de Castilho, quase da mesma idade, com ele estudou Humanidades, instruiu-se no conhecimento dos poetas latinos, que foram sempre os seus estudos predilectos, e com ele matriculou-se na Universidade de Coimbra, na Faculdade de Cânones, em que ambos se formaram.
Foi discípulo do padre José Fernandes, latinista de primeira ordem e poeta muito apreciável, a quem deveu os elementos necessários para adquirir o conhecimento profundo da língua latina, que sempre o distinguiu.
O seu talento poético começou a desenvolver-se, sendo ainda criança; versejava com a máxima facilidade. Tinha 16 anos quando escreveu e publicou um Epicédio na morte da augustíssima senhora D. Maria I, rainha fidelíssima. Essa obra foi acolhida com surpresa, por ser firmada por um poeta de tão tenra idade e, sobretudo, cego. Em reconhecimento, foi-lhe concedida uma pequena pensão com carácter de incitamento.
Em 1818 publicou outro poemeto, intitulado À faustíssima acclamação de S. M. o S. D. João VI ao throno. Essa composição e aquela que publicara a propósito do falecimento da rainha granjearam-lhe a propriedade duma escrivaninha de ofício de escrivão chanceler e promotor do Juízo da Correição da cidade de Coimbra, cujo lugar, pelo impedimento imposto pela cegueira, foi exercido por seu tio António Barreto de Castilho.
Em 1820 publicou uma Ode à morte de Gomes Freire e seus Sócios. Nesse ano também imprimiu anonimamente o elogio dramático A Liberdade, para se representar num teatro particular.
No sarau realizado na Sala dos Capelos da Universidade, em 21 e 22 de Novembro de 1820, recitou várias composições, depois insertas na Collecção de poemas publicada em Coimbra.
Em 1821 imprimiu o seu poema pseudo-clássico Cartas de Echo e Narciso, dedicado à mocidade académica.

### Os tempos de Castanheira do Vouga

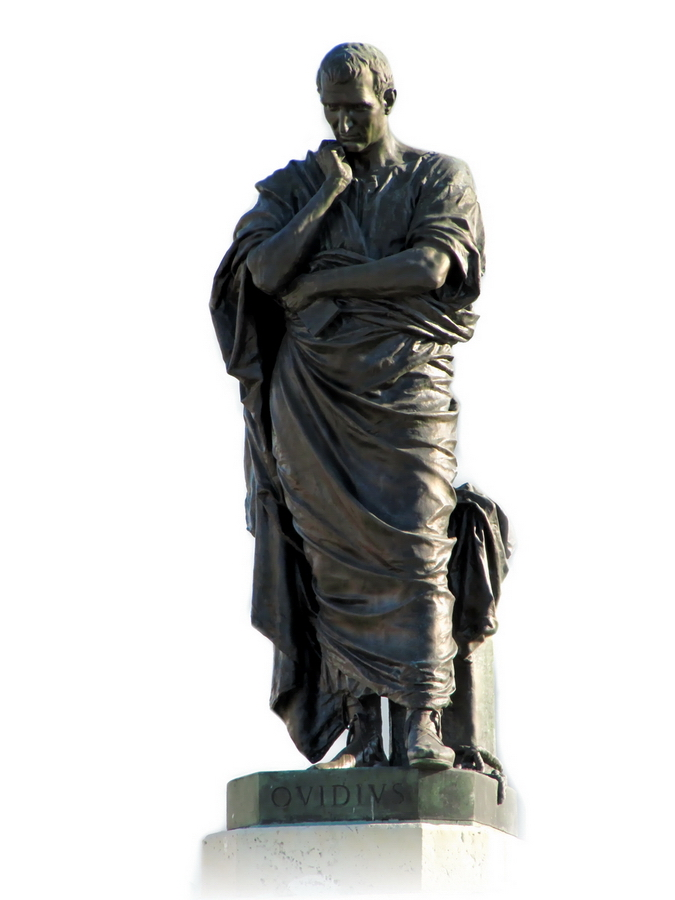
Ovídio, cujas Metamorfoses e Amores Castilho traduziu.

O seu irmão Augusto, seu companheiro de estudos, optou pelo sacerdócio e em Outubro de 1826 foi provido na paróquia de São Mamede de Castanheira do Vouga. António Feliciano, habituado à sua companhia, decidiu ir viver com ele, fixando-se naquela localidade até 1834.
Foram oito anos durante os quais Portugal viveu tempos difíceis, com as perseguições políticas e a violência generalizada, a que se seguiram as Guerras Liberais (1828–1834).
Apesar das naturais repercussões locais, Castanheira do Vouga foi para Castilho um local de refúgio, o que lhe permitiu atravessar aqueles tempos conturbados dedicando-se ao estudo dos clássicos. Foi nessa época que traduziu as Metamorfoses e os Amores de Ovídio e que escreveu muitos dos versos incorporados mais tarde nas Escavações poéticas e que compôs os poemetos A noite do Castello e os Ciúmes do Bardo.

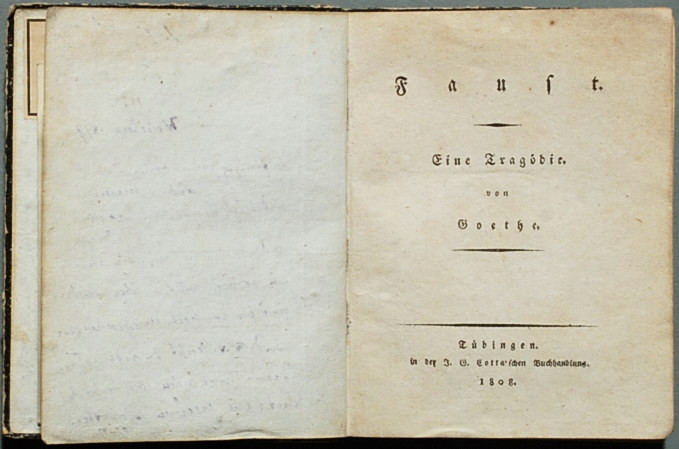
Fausto, de Goethe, cuja tradução de Castilho levou à Questão faustiana.

### O casamento
A publicação das Cartas de Echo e Narciso motivou ao poeta uma aventura romântica. Uma dama reclusa no convento de Vairão, D. Maria Isabel de Baena Coimbra Portugal, escreveu-lhe dando-se como uma nova Eco e perguntando se ele procederia como Narciso. Essa intriga galante resultou numa série de quadras do Amor e Melancholia, que o poeta publicou em Coimbra em 1828.
Concluída a guerra civil e como resultado da extinção das ordens religiosas em Portugal levada a cabo pelos vencedores, essa senhora abandonou o convento e veio a casar com o poeta, realizando-se o casamento em 29 de Novembro de 1834.
Pouco durou esse consórcio, pois Maria Isabel faleceu, sem filhos, a 1 de Fevereiro de 1837, com 40 anos.
Durante esse período, Castilho esteve empenhado em projecto visando divulgar a história de Portugal, iniciando a publicação por fascículos intitulada Quadros históricos. Para tal, a Sociedade Propagadora dos Conhecimentos Úteis, que fundara o jornal literário O Panorama, publicou em 1839 oito fascículos da obra, em que colaborou Alexandre Herculano, escrevendo o último quadro.

### Ida à Madeira e novo consórcio
Casou, em 6 de Maio de 1839, na Igreja da Senhora da Piedade das Chagas, em Lisboa, com D. Ana Carlota Xavier Vidal (Funchal, Madeira, 2 de Maio de 1811 – Santa Isabel, Lisboa, 18 de Junho de 1871). Desse casamento, que duraria 32 anos, resultaram sete filhos, entre os quais o memorialista e continuador da obra literária do pai, Júlio de Castilho, o militar Augusto de Castilho, e o igualmente escritor e poeta Eugénio de Castilho (1847–1900).
Nesse mesmo ano foi iniciado na maçonaria, na loja Independência, com o nome simbólico de Chénier.
No ano de 1840 acompanhou seu irmão Augusto à ilha da Madeira, onde esse, afectado por tuberculose, procurava alívio para a doença. Não resultando o tratamento, Augusto faleceu na Madeira a 31 de Dezembro daquele ano.

### Os tempos áureos e a invenção doMethodo Portuguez

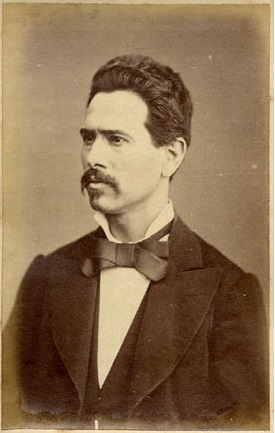
Teófilo Braga, escritor e mais tarde Presidente de Portugal, ainda estudante universitário aquando da Questão coimbrã, em retrato de 1882.

Nos primeiros dias de 1841 voltou da ilha da Madeira, e a 1 de Outubro publicava-se o primeiro número da Revista Universal Lisbonense, por ele fundada e dirigida, e à qual se dedicaria em quase exclusivo até 1845.
Por esta época inicia o período mais fecundo da sua produção literária, consolidando a sua reputação como o "escritor do regime" cuja aprovação era necessária para o sucesso literário em Portugal. Essa predominância de Castilho e a criação de uma intrincada teia de elogios mútuos e de empoladas críticas favoráveis, resultantes mais de cumplicidades pessoais de que de real mérito literário, estão na origem da célebre Questão Coimbrã do Bom-Senso e Bom-Gosto.
Castilho deixou a direcção da Revista Universal Lisbonense em 17 de Junho de 1845, e nesse ano e no seguinte, de colaboração com seu irmão, o conselheiro José Feliciano de Castilho, deu princípio à Livraria Clássica Portuguesa, onde escreveu as biografias do padre Manuel Bernardes e de Garcia de Resende.
Em 1846 fez uma passagem pela política activa, militando no Partido Cartista e escrevendo um panfleto intitulado Chronica certa muito verdadeira da Maria da Fonte, escrevida por mim mesmo que sou seu tio, o mestre Manuel da Fonte, sapateiro do Peso da Régua, dada à luz por um cidadão demitido que tem tempo para tudo.
Preocupado com o aterrador analfabetismo da população portuguesa, por esse tempo começou a luta em que Castilho empenhou uma grande parte da sua vida. Pretendia fazer adoptar um seu método de leitura repentina, que denominou o Methodo Portuguez (depois conhecido como o Methodo Portuguez de Castilho) de aprendizagem da leitura, contra o qual se levantaram grandes polémicas.
Depois de uma luta pertinaz pela adopção do seu método, e no meio de uma generalizada descrença dos pedagogos sobre a sua eficácia, o governo nomeou-o Comissário para a Propagação do Methodo Portuguez e deu-lhe um lugar no Conselho Superior de Instrução Pública. Contudo, nunca adoptou oficialmente o método para uso generalizado nas escolas públicas, recusa que seria o eterno pesar da vida de Castilho.

### O exílio nos Açores

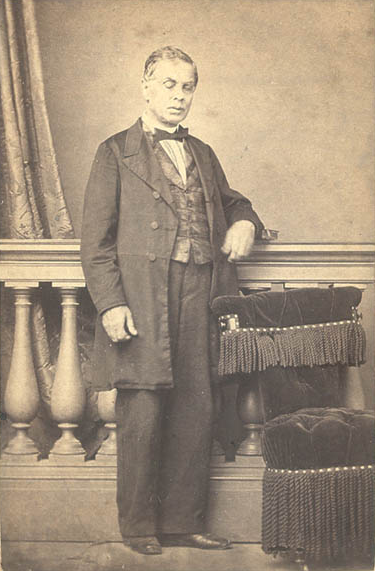
António Feliciano de Castilho, aos 50 anos de idade.

Sofrendo de crónicos problemas financeiros e desgostoso por ver a frieza com que fora acolhido em Portugal o seu Método Português, em 1847 partiu para os Açores, fixando-se em Ponta Delgada, cidade onde viveu até 1850.
Recebido em Ponta Delgada como um herói, rapidamente conquistou a simpatia da aristocracia local, em particular da próspera elite dos comerciantes da laranja. Vivia-se então na ilha de São Miguel um período de prosperidade económica, assente sobre a exportação de laranjas para Inglaterra, e de procura de novas culturas industriais que permitissem manter o forte sector de exportação de produtos agroalimentares que entretanto se criara.
Instalado em São Miguel, com o apoio de alguns magnatas locais, entre os quais José do Canto, Castilho dedicou-se à escrita e ao fomento cultural.
Nesse período, escreveu em Ponta Delgada o Estudo Histórico-Poético de Camões, enriquecido de curiosas notas, fundou uma tipografia, onde se imprimiu o jornal o Agricultor Michalense, a convite da Sociedade Promotora da Agricultura da ilha, que o tinha contratado. Castilho era o redactor principal, dedicando-se, para além da escrita, à realização de conferências que despertaram o amor de estudo.
Fundou a Sociedade dos Amigos das Letras e Artes, escreveu a Felicidade pela Agricultura, o Tratado de Mnemónica, o Tratado de metrificação, as Noções rudimentares para uso das escolas e traduziu os Colóquios aldeãos de Timon. "Os Colloquios aldeões de Timon: vertidos em vulgar. Ponta Delgada: Typ. Castilho, 1850" assim referenciados no catálogo da Biblioteca Nacional de Portugal, são a tradução de "Entretiens de village" (1843) do Vicomte de Cormenin (Louis Marie de Lahaye de Cormenin; 1788–1868), que assinava frequentemente sob o pseudónimo de Timon.
Tentou consolidar na ilha a tipografia e a gravura em madeira. Também compôs, para aplicar a poesia à música, e torná-la por isso mais atractiva, o Hymno do Trabalho, que se tornou muito popular, o Hymno dos Lavradores e o Hymno da Infância no Estudo .
Com o apoio das autarquias, por sua iniciativa criaram-se escolas gratuitas, umas de instrução primária, outras de instrução secundária e aí se ensaiou pela primeira vez a leitura repentina pelo Método Castilho.

### Os últimos anos — a luta peloMethodo Portuguez de Castilho

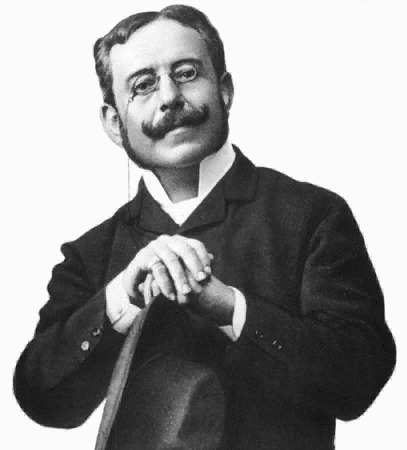
Ramalho Ortigão, que ficou ferido em duelo travado com Antero de Quental em 1866, a propósito da Questão coimbrã.

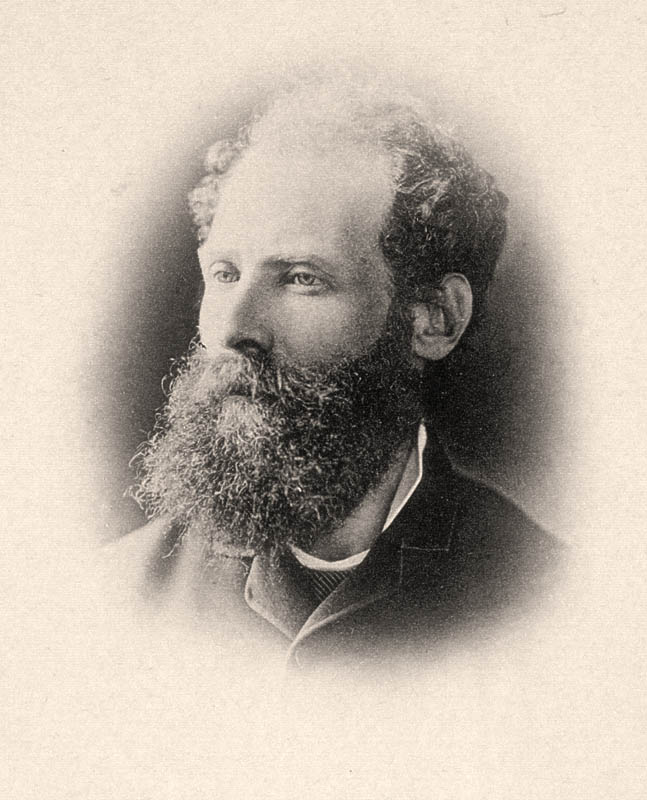
Antero de Quental, o mais acérrimo crítico de Castilho durante a Questão coimbrã, em retrato de 1887.

Desencantado com a sua experiência açoriana, a 22 de Fevereiro de 1850 regressou a Lisboa, e dedicou-se com renovada energia à luta contra os adversários do seu método de leitura, de que se publicaram duas edições em 1850, saindo a terceira em 1853, refundida e acompanhada de vinhetas, com o título de Methodo Portuguez Castilho.
A sua actividade motivou grandes polémicas, em que por vezes Castilho actuou com grande dureza, como quando publicou a Tosquia de um Camelo, Carta a Todos os Mestres das Aldeias e das Cidades, em 1853, O Ajuste de Contas, em 1854, e Resposta aos Novíssimos Impugnadores do Methodo Portuguez, também em 1854.
Em 1853 foi nomeado Comissário Geral de Instrução Primária, tendo de imediato fomentado a abertura de cursos públicos em Lisboa, Coimbra, Leiria e Porto para instruir os professores no seu método, do qual publicou em 1854 a quarta edição.
A partir dessa data, Castilho dedicou a maior parte do seu tempo à propaganda do Methodo Portuguez, embora continuasse a sua actividade como escritor e polemista.
Pretendendo alargar o uso a todo o mundo lusófono, em 1865 foi ao Brasil com o intuito de propagar o seu Methodo, donde voltou nesse mesmo ano, sendo recebido pelo imperador D. Pedro II do Brasil, a quem dedicou o seu drama Camões, e de quem foi sempre amigo, até à morte.
Quando D. Pedro V criou em 1858 as cadeiras do Curso Superior de Letras de Lisboa, ofereceu a Castilho a cadeira de literatura portuguesa, que ele não aceitou.

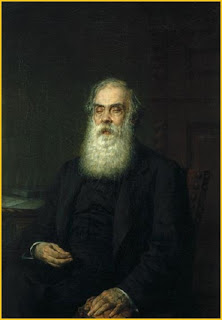
António Feliciano de Castilho, por Miguel Ângelo Lupi (década de 1870).

Em 1861 publicou uma nova edição do Amor e Melancholia, complementada com a Chave do Enigma e com uma autobiografia até 1837. Em 1862 foi publicada a tradução dos Fastos de Ovídio, em seis volumes, seguida de notas escritas a seu convite por diferentes escritores portugueses. Em 1863 foi publicada a colecção de poesias Outono.
Em 1866 foi a Paris em companhia de seu irmão, José Feliciano de Castilho, sendo ali apresentado a Alexandre Dumas, de quem era apaixonado admirador. Nesse ano publicou em Paris a Lyrica d'Anacreonte e em 1867, também em Paris, promoveu uma edição luxuosa da tradução das Geórgicas de Virgílio. Em 1868 saíram os Ciúmes do Bardo, com a tradução em italiano feita pelo próprio autor.
Embora não soubesse alemão, Castilho empreendeu a tradução do Fausto de Johann Wolfgang von Goethe, primeira parte, sobre uma tradução francesa. Também sem conhecer o inglês, tentou a tradução de algumas obras de William Shakespeare. Surgiu uma polémica violenta, chamada a Questão faustiana. Existe um grande número de cartas de Castilho publicadas em jornais e revistas a esse respeito. Ainda na área da imprensa, participou como colaborador em diversas publicações periódicas, nomeadamente no O Panorama  (1837–1868), Jornal da Sociedade dos Amigos das Letras  (1836), Arquivo Pitoresco (1857–1868), na Revista Contemporânea de Portugal e Brasil  (1859–1865), Gazeta Literária do Porto  (1868), e na Revista de arte e de crítica  (1878–1879). Também pode ser encontrada colaboração da sua autoria, publicada postumamente, no periódico Lisboa creche: jornal miniatura  (1884), na revista Contemporânea (1915–1926) e A Voz do Comércio  (1929–1941).
O título de visconde de Castilho foi-lhe concedido em duas vidas por decreto de 25 de Maio de 1870.
Faleceu a 18 de Junho de 1875, pelas 14 horas e 30 minutos, precisamente no dia em que fez quatro anos da morte da esposa, no número 124 da Rua do Sol, freguesia de Santa Isabel (Lisboa). Dada a sua fama, no seu funeral viram-se representadas todas as classes da sociedade, os ministros, os seus colegas académicos da Academia das Ciências de Lisboa, os representantes das letras e do jornalismo e os homens mais ilustres da magistratura, do professorado e das forças armadas. Foi a sepultar ao Cemitério dos Prazeres, jazigo número 1858.
Para comemorar o centenário do nascimento do notável homem de letras, colocou-se em 28 de Janeiro de 1900 uma lápide comemorativa no prédio de São Pedro de Alcântara onde nasceu.

## Honrarias
Grã-Cruz ou Grande Dignitário da Imperial Ordem da Rosa.

## Obras
- Crónica certa e muito verdadeira de Maria da Fonte
- A Chave do Enigma (eBook)
- Eco da Voz Portugueza por Terras de Santa Cruz (eBook)
- O Presbyterio da Montanha (eBook)
- Cartas de Echo a Narciso (1821)
- A Primavera (1822)
- Amor e Melancholia (1828)
- A Noite do Castello (1836)
- Os Ciúmes do Bardo (1836)
- Presbyterio da Montanha (1844)
- Quadros Históricos de Portugal (colectânea de textos originalmente publicados em 1838 na imprensa, publicada em livro em 1847)
- Felicidade pela Agricultura (1849)
- Felicidade pela Instrução (1854)
- A Chave do Enigma na edição de 1862 de Amor e Melancholia e publicado independentemente na colecção de obras completas de Castilho em 1903
- O Outono (1863)
- «Mil e Um Mistérios (1845, 1907)»
- «Fausto (Pimeira Parte) de Goethe - Tradução (1872)»